# Carmen Elejabeitia Tavera
Carmen Elejabeitia Tavera (Madrid) es licenciada en Filosofía y Letras por la Universidad Complutense de Madrid. Desde 1974 participa activamente en las labores del Equipo de Estudios (EDE), de investigación sociológica. Ha publicado obras como El hombre mercancía y Crítica a la modernidad, junto a Ignacio Fernández de Castro. Otra de sus obras más reconocidas es Liberalismo, marxismo y feminismo (el proyecto de esta obra fue Premio María Espinosa 1983 del Instituto de la mujer).

## Trayectoria
Analiza los movimientos feministas que aparecen con la revolución burguesa. Algunos de los campos de estudio de Elejabeitia han sido los movimientos socialistas de mujeres y los distintos movimientos de liberación feminista.
Ha colaborado con numerosos artículos en revistas sociológicas de ámbito nacional e internacional. Ha realizado trabajos de investigación para FOESSA, CIS, ICEUM, CIDE y para las consejerías de urbanismo-medio ambiente y economía-hacienda de la Comunidad Autónoma de Madrid. Destaca también su labor como conferenciante.
Cabe destacar su labor en el desarrollo del feminismo y del marxismo así como la combinación de estas dos ideas.

## Libros
- Mujeres inmigrantes en la educación de personas adultas. Carmen Elejabeitia Tavera Ministerio de Educación Cultura y Deporte, Centro de Investigación y Documentación Educativa : Ministerio de Trabajo e inmigración, Instituto de la Mujer, 2006.
- Trayectorias personales y profesionales de mujeres con estudios tradicionalmente masculinos. Carmen Elejabeitia Tavera, Mercedes López-Sáez, Montserrat Grañeras Pastrana. Ministerio de Educación Cultura y Deporte, Centro de Investigación y Documentación Educativa : Ministerio de Trabajo e inmigración, Instituto de la Mujer, 2003.
- Las pulsiones sociales de la variable sexo en la elección de las carreras: pioneras y marginados.Carmen Elejabeitia Tavera. Ministerio de Educación Cultura y Deporte, Centro de Investigación y Documentación Educativa, 1995.
- Liberalismo, marxismo y feminismo. Carmen Elejabeitia Tavera.Barcelona : Anthropos, 1987.
- Crítica de la modernidad: el pensamiento emergente. Ignacio Fernández de Castro, Carmen Elejabeitia Tavera Barcelona : Fontamara, 1983.
- Quizá hay que ser mujer Carmen Elejabeitia Tavera. Zero, 1980.
- Lucha política por el poder.Carmen Elejabeitia Tavera, Ignacio Fernández de Castro, Concepción de Elejabeitia Madrid : Elías Querejeta, 1976.
- El hombre mercancía: análisis realizado en Equipos de Estudio.Carmen Elejabeitia Tavera, Ignacio Fernández de Castro.Madrid : Elías Querejeta, 1976.

## Artículos de revistas
- Ignacio Fernández de Castro y la educación (Carmen Elejabeitia Tavera, Leopoldo Gumpert, Julio Rogero) Anaya, Alfonso Valero.Cuadernos de pedagogía 2011 p. 92-95
- Situación social de las mujeres andaluzas a través de un sistema de indicadores.Carmen Elejabeitia Tavera. Boletín económico de Andalucía,2001 p. 37-48
- La voz de las madres, padres y ciudadanía (Ignacio Fernández de Castro Sánchez Cueto, Carmen Elejabeitia Tavera)  Cuadernos de pedagogía, 1998, p. 76-81
- Feminización de la pobreza Carmen Elejabeitia Tavera Documentación social,N.º 105, 1996 (Ejemplar dedicado a: Mujer), p. 171-182
- Los movimientos de mujeres paradoja de los movimientos sociales Carmen Elejabeitia Tavera Documentación social, N.º 90, 1993 (Ejemplar dedicado a: Movimientos Sociales), p. 167-180
- Educación y desigualdad social (Ignacio Fernández de Castro Sánchez Cueto, Carmen Elejabeitia Tavera) Documentación social, N.º 84, 1991 (Ejemplar dedicado a: La Educación a debate), p. 9-18
- Riqueza y pobreza al otro lado del espejo Carmen Elejabeitia Tavera Documentación social, N.º 76, 1989 (Ejemplar dedicado a: Riqueza y pobreza), p. 77-92
- La aventura del debutante Carmen Elejabeitia Tavera Cuadernos de pedagogía N.º 161, 1988 (ejemplar dedicado a: El profesor; ese desconocido), p.36-38
- Educación y cultura política Carmen Elejabeitia Tavera Documentación social, N.º 73, 1988 (ejemplar dedicado a: Cambio democrático y cultura política),p. 59-72
- Comportamientos delictivos y orden social Carmen Elejabeitia Tavera Revista internacional de sociología, N.º. 41, 1982, p. 89-99
- El patriarcado y la producción de la reproducción Carmen Elejabeitia Tavera El Viejo topo,N.º. 47 (AGO) 1980, p. 23-27
- La mujer, de mercancía a rebelde Carmen Elejabeitia Tavera El Viejo topo N.º. 31 (ABR), 1979, p. 29-32
- Yo, el capital (Ignacio Fernández de Castro, Carmen Elejabeitia Tavera) El Viejo topo, N.º. 5 (FEB), 1977, p. 63-67[2]